# Hệ tinh thể đơn nghiêng

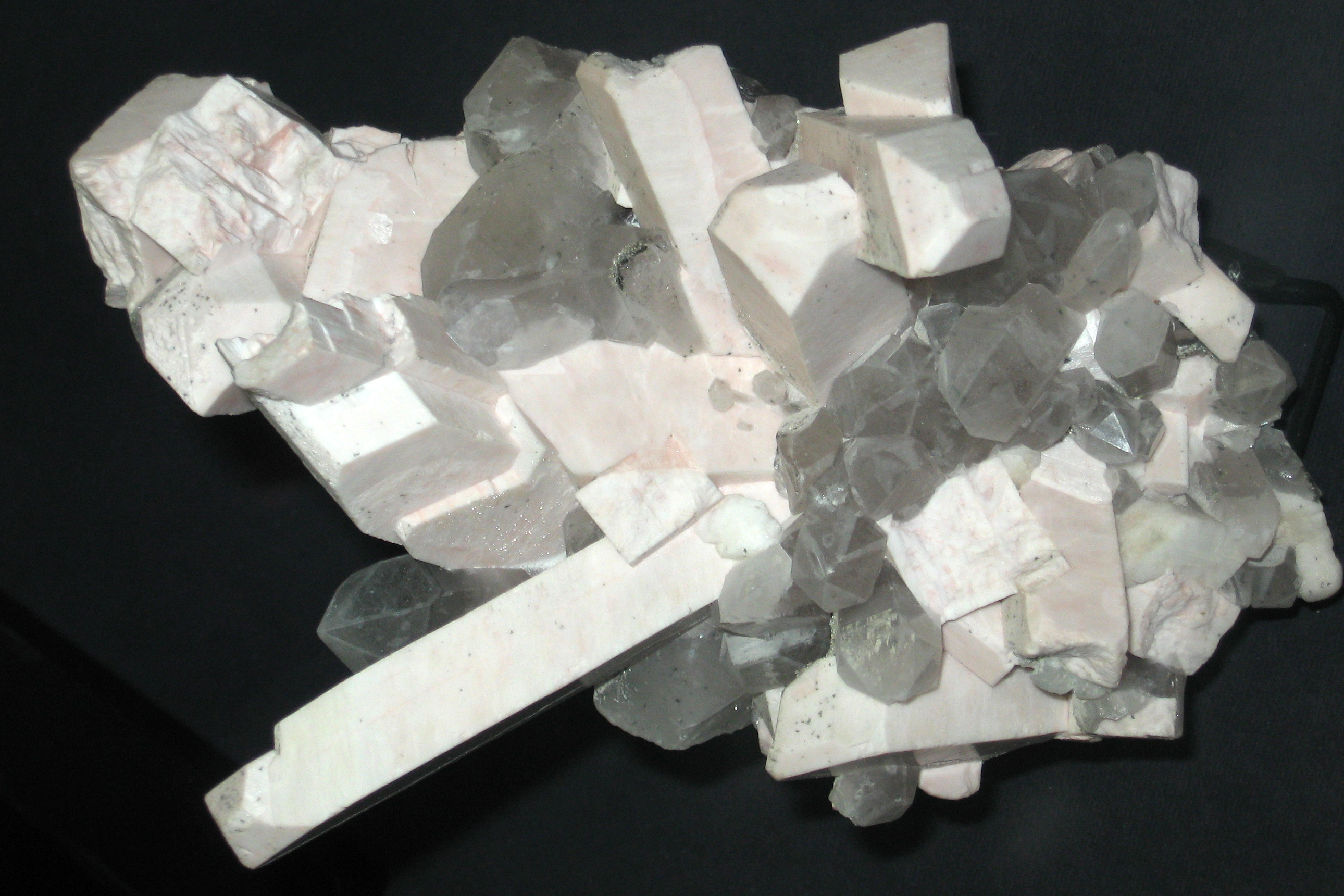
Mẫu khoáng vật thuộc hệ tinh thể một nghiêng, Orthoclase

Trong tinh thể học, hệ tinh thể một nghiêng (hay còn được gọi là đơn nghiêng, một xiên) được biểu diễn bởi ba véctơ đơn vị có chiều dài không bằng nhau và giống với hệ tinh thể trực thoi nhưng khác nhau về giá trị góc giữa các véctơ đơn vị. Chúng tạo thành một hình lăng trụ có đáy là hình bình hành và mặt bên là hình chữ nhật. Trong đó, có 2 véctơ vuông góc nhau, còn véctơ thứ 3 thì không vuông góc với 2 véctơ kia.
Có 2 ô mạng Bravais thuộc nhóm này là một nghiêng đơn giản và tâm đáy.

Một nghiêng đơn giản
Một nghiêng tâm đáy

Các lớp tinh thể nằm trong nhóm này được liệt kê bên dưới theo ký hiệu quốc tế và ký hiệu Schoenflies, và các khoáng vật ví dụ.
| Name                    | Quốc tế                        | Schoenflies | Ví dụ                      |
| ----------------------- | ------------------------------ | ----------- | -------------------------- |
| Một nghiêng đơn giản    | {\displaystyle {\frac {2}{m}}} | C2h         | thạch cao, Orthoclas, mica |
| Một nghiêng hemimorphic | {\displaystyle 2}              | C2          | halotrichit                |
| Một nghiêng hemihedral  | {\displaystyle m}              | C1h         | hilgardit                  |

Số nhóm không gian của lớp tinh thể là 6, 3, và 4.